# Comuna de Drezdenko
Drezdenko (polaco: Gmina Drezdenko) é uma gminy (comuna) na Polónia, na voivodia da Lubúsquia e no condado de Strzelecko-drezdenecki. A sede do condado é a cidade de Drezdenko.
De acordo com os censos de 2004, a comuna tem 17 296 habitantes, com uma densidade 43,3 hab/km².

## Área
Estende-se por uma área de 399,9 km², incluindo:
- área agrícola: 25%
- área florestal: 66%

## Demografia
Dados de 30 de Junho 2004:
|                      | Total   | Total | Mulheres | Mulheres | Homens  | Homens |
| -------------------- | ------- | ----- | -------- | -------- | ------- | ------ |
|                      | pessoas | %     | pessoas  | %        | pessoas | %      |
| População            | 17 296  | 100   | 8848     | 51,2     | 8448    | 48,8   |
| Densidade (pop./km²) | 43,3    | 100   | 22,1     | 22,1     | 21,1    | 21,1   |

De acordo com dados de 2002, o rendimento médio per capita ascendia a 1228,91 zł.

## Subdivisões
- Bagniewo, Czartowo, Drawiny, Goszczanowiec, Goszczanowo, Goszczanówko, Gościm, Górzyska, Grotów, Karwin, Quieve, Klesno, Kosin, Lipno, Lubiatów, Marzenin, Modropole, Niegosław, Osów, Przeborowo, Rąpin, Lubiewo, Stare Bielice, Trzebicz, Trzebicz Nowy, Zagórze, Zielątkowo.

## Comunas vizinhas
- Dobiegniew, Drawsko, Krzyż Wielkopolski, Międzychód, Santok, Sieraków, Skwierzyna, Stare Kurowo, Zwierzyn